# HBE 6–7
Die HBE 6II–7II waren Tenderlokomotiven, die von Borsig in zwei Exemplaren für die Halberstadt-Blankenburger Eisenbahn gebaut wurden. Die Lokomotiven hatten die Achsfolge 1'C1'. Sie sind die letzten Lokomotiven, die die Gesellschaft beschaffte und wurden nach dem Zweiten Weltkrieg von der Deutschen Reichsbahn übernommen. Die Loks haben dort die Bezeichnung 75 6776–6777 erhalten. Im Einsatz waren die Maschinen bis 1967 und wurden dann ausgemustert sowie verschrottet.

## Geschichte und Einsatz
1942 hatte die Halberstadt-Blankenburger Eisenbahn Bedarf für eine dreifach gekuppelte Tenderlokomotive für gemischte Dienste. Nachdem sich die 1929 beschafften HBE 1–3 gut bewährt hatten, die Herstellerfirma Hanomag aber in der Zwischenzeit nicht mehr zur Verfügung stand, bestellte die Gesellschaft bei Borsig wiederum eine Tenderlokomotive, die sich von ihrem Aufbau her an die DR-Baureihe 64 anlehnte, aber wesentlich geringere Treib- und Kuppelraddurchmesser besaß. Beide Lokomotiven waren die letzten von der HBE und vor dem Zweiten Weltkrieg beschafften Lokomotiven.
Beide Loks waren für den leichten bis mittelschweren Dienst auf den Steil- und Flachlandstrecken gedacht. Sie waren stets in Blankenburg beheimatet. Stationierungsdaten gibt es nur ab 1950, als sie die neue Bezeichnung 75 6776 und 6777 von der Deutschen Reichsbahn erhielten. Die beiden Lokomotiven hätten mit ihrem Kuppelraddurchmesser von 1.250 mm und ihrer Höchstgeschwindigkeit von 65 km/h als Güterzuglokomotive eingestuft werden müssen, aber in den Nummernlisten der DR war zwischen den Baureihen 89 und 96 kein Platz mehr vorhanden. So erhielten beide Maschinen die Baureihe 75 mit der höchsten Ordnungsnummer. Die 75 6777 wurde in ihrem Heimatwerk bereits 1964 abgestellt, die 75 6776 ein Jahr später. Ausgemustert wurden beide Lokomotiven 1967. Bei beiden Maschinen steht noch der Hinweis eines Einsatzes als Heizlokomotive, verschrottet wurden sie jedoch auch 1967.

## Technische Merkmale
Die Lokomotiven waren der Baureihe 64 ähnlich, bis auf die kleineren Radsätze. Die HBE 6–7 hatten auf dem Kesselscheitel einen Dampfdom und einen Sandkasten.
Ausgerüstet waren die Lokomotiven mit einem Barrenrahmen. Ein Merkmal war die Speisung des Kessels mit zwei Strahlpumpen, die Kesselspeiseventile mündeten unmittelbar unter dem Dampfdom in den Kessel. Die Zylinder besaßen einen Durchmesser von 540 mm. Die Innere Steuerung war mit Kolbenschiebern mit einem Durchmesser von 300 mm ausgerüstet.
Die Lokomotiven waren neben der indirekten Bremse sowie der Handbremse mit der Riggenbach-Gegendruckbremse ausgerüstet. Abgebremst wurden bei ihr die Treib- und Kuppelräder einseitig von vorn. Auf Grund des Achsstandes und des Kuppelraddurchmessers konnten die Bremsklötze in Radsatzmitte angeordnet werden. Der Sanddom besaß je Triebwerksseite sechs Sandfallrohre, sodass alle Trieb- und Kuppelräder von vorn und hinten besandet werden konnten. Außerdem war sie mit einem Druckluftläutewerk ausgerüstet, es war ursprünglich vor dem Schornstein, später hinter diesem angeordnet. Die benötigte Druckluft lieferte eine Doppelverbundluftpumpe. Sie war rechts neben der Rauchkammer auf dem Umlauf angeordnet.